# Nemacaulis denudata
Nemacaulis denudata är en slideväxtart som beskrevs av Thomas Nuttall. Nemacaulis denudata ingår i släktet Nemacaulis och familjen slideväxter. Utöver nominatformen finns också underarten N. d. gracilis.